# Episodi di Cristina
La prima e unica stagione della serie televisiva Cristina, composta da 36 episodi, è stata trasmessa per la prima volta in Italia, sul canale Italia 1, dal 2 ottobre al 22 dicembre 1989.
Per quanto riguarda le informazioni riportate, i titoli degli episodi e le relative date di prima visione sono stati ricavati principalmente da IMDb, da Mediaset Infinity e da La Stampa. Se la data di prima visione non riporta alcuna nota alla sua destra, significa che la prima tv associata al relativo episodio è riportata solo da IMDb e da Mediaset Infinity. Quest'ultima afferma in modo discutibile che Cristina sia in realtà la seconda stagione di una serie televisiva chiamata "Le serie di Cristina", tanto è vero che Mediaset Infinity chiama la serie "Cristina 2". Nonostante questo, Mediaset Infinity rappresenta la fonte più completa a disposizione perché permette di visualizzare, seppur in parte, i video di ciascun episodio, e di ricavare così i crediti dell'episodio selezionato.
| n° | Titolo                                   | Prima TV         |
| -- | ---------------------------------------- | ---------------- |
| 1  | Guai in vista!                           | 2 ottobre 1989   |
| 2  | Caccia al tesoro                         | 4 ottobre 1989   |
| 3  | Non tutte le ciambelle riescono col buco | 6 ottobre 1989   |
| 4  | Tanto va il gatto al lardo...            | 9 ottobre 1989   |
| 5  | Lezioni di inglese                       | 11 ottobre 1989  |
| 6  | Uno strano robot                         | 13 ottobre 1989  |
| 7  | Le sorprese non finiscono mai            | 16 ottobre 1989  |
| 8  | Amici come prima                         | 18 ottobre 1989  |
| 9  | Parlare che fatica!                      | 20 ottobre 1989  |
| 10 | Love, Love, Love!                        | 23 ottobre 1989  |
| 11 | Luca colpisce ancora                     | 25 ottobre 1989  |
| 12 | Nobiltà                                  | 27 ottobre 1989  |
| 13 | Sorpresa a cena                          | 30 ottobre 1989  |
| 14 | L'invenzione del secolo                  | 1º novembre 1989 |
| 15 | Lirica che passione...!                  | 3 novembre 1989  |
| 16 | Caccia al ladro                          | 6 novembre 1989  |
| 17 | Chi va con lo zoppo....                  | 8 novembre 1989  |
| 18 | Che strani amici!                        | 10 novembre 1989 |
| 19 | Il filtro d'amore                        | 13 novembre 1989 |
| 20 | A lingua sciolta                         | 15 novembre 1989 |
| 21 | Giulia chiede aiuto                      | 17 novembre 1989 |
| 22 | Problemi di linea                        | 20 novembre 1989 |
| 23 | Buon viso a cattiva sorte                | 22 novembre 1989 |
| 24 | Pace fatta                               | 24 novembre 1989 |
| 25 | Sogno e realtà                           | 27 novembre 1989 |
| 26 | Una ragazza ideale                       | 29 novembre 1989 |
| 27 | Guai d'amore                             | 1º dicembre 1989 |
| 28 | Viva l'indipendenza!                     | 4 dicembre 1989  |
| 29 | Va bene così?                            | 6 dicembre 1989  |
| 30 | Nero è bello                             | 8 dicembre 1989  |
| 31 | Vacanze ideali                           | 11 dicembre 1989 |
| 32 | Medico si medico no                      | 13 dicembre 1989 |
| 33 | Michele all'arrembaggio                  | 15 dicembre 1989 |
| 34 | Quante domande                           | 18 dicembre 1989 |
| 35 | Dov'è finito Michele?                    | 20 dicembre 1989 |
| 36 | È festa per tutti                        | 22 dicembre 1989 |

## Guai in vista!
- Diretto da: Francesco Vicario
- Scritto da: Alessandra Valeri Manera e Stefano Vicario

## Caccia al tesoro
- Diretto da: Francesco Vicario
- Scritto da: Alessandra Valeri Manera e Stefano Vicario

## Non tutte le ciambelle riescono col buco
- Diretto da: Francesco Vicario
- Scritto da: Alessandra Valeri Manera e Stefano Vicario

## Tanto va il gatto al lardo...
- Diretto da: Francesco Vicario
- Scritto da: Alessandra Valeri Manera e Stefano Vicario

## Lezioni di inglese
- Diretto da: Francesco Vicario
- Scritto da: Alessandra Valeri Manera e Stefano Vicario

## Uno strano robot
- Diretto da: Francesco Vicario
- Scritto da: Alessandra Valeri Manera e Stefano Vicario

## Le sorprese non finiscono mai
- Diretto da: Francesco Vicario
- Scritto da: Alessandra Valeri Manera e Stefano Vicario

## Amici come prima
- Diretto da: Francesco Vicario
- Scritto da: Alessandra Valeri Manera e Stefano Vicario

## Parlare che fatica!
- Diretto da: Francesco Vicario
- Scritto da: Alessandra Valeri Manera e Stefano Vicario

### Trama
Francesca e la sua famiglia si rendono conto che la convivenza con James e' molto difficile e crea solo tensione e malumore. Anche Luca e' scontento, l'Inghilterra non gli piace, e' triste e vuole tornare a casa, ma non ha il coraggio di dirlo ai genitori. Cristina confida allo zio Carlo i suoi problemi con Steve. Con l'aiuto della Tata, lo zio Carlo cerca di fare in modo che i due ragazzi abbiano un colloquio chiarificatore...

## Love, Love, Love!
- Diretto da: Francesco Vicario
- Scritto da: Alessandra Valeri Manera e Stefano Vicario

### Trama
La famiglia presso cui Luca e' ospite in Inghilterra organizza una festa per lui: il clima e', pero', freddo e la gente non e' affatto divertente. Tutti sono antipatici eccetto una bambina che fa scoccare in Luca la scintilla del primo amore. Intanto Cristina organizza una festa all'inglese in onore di James...

## Luca colpisce ancora
- Diretto da: Francesco Vicario
- Scritto da: Alessandra Valeri Manera e Stefano Vicario

### Trama
Luca e' tornato a casa; il ricordo della sua fidanzatina inglese e' ancora molto vivo, ma il bambino trova subito consolazione fraternizzando con James. I due bimbi preparano un divertente scherzo ai danni di Francesca e della sua amica Giulia, che per di piu' fanno una brutta figura davanti a due loro amici. Nel frattempo, al bar, tutti sono in grande agitazione a causa della visita di un severissimo ispettore sanitario...

## Nobiltà
- Diretto da: Francesco Vicario
- Scritto da: Alessandra Valeri Manera e Stefano Vicario

### Trama
Michele e Cristina hanno richiesto di praticare il tirocinio presso un laboratorio di Ricerche Dietetiche dell'Universita'. La loro domanda e' stata accettata e i due ragazzi possono cosi' dedicarsi a questa nuova "avventura".La Tata, vittima di uno scaltro truffatore, e' convinta di essere una duchessa caduta in disgrazia.

## Sorpresa a cena
- Diretto da: Francesco Vicario
- Scritto da: Alessandra Valeri Manera e Stefano Vicario

## L'invenzione del secolo
- Diretto da: Francesco Vicario
- Scritto da: Alessandra Valeri Manera e Stefano Vicario

## Lirica che passione...!
- Diretto da: Francesco Vicario
- Scritto da: Alessandra Valeri Manera e Stefano Vicario

## Caccia al ladro
- Diretto da: Francesco Vicario
- Scritto da: Alessandra Valeri Manera e Stefano Vicario

## Chi va con lo zoppo....
- Diretto da: Francesco Vicario
- Scritto da: Alessandra Valeri Manera e Stefano Vicario

## Che strani amici!
- Diretto da: Francesco Vicario
- Scritto da: Alessandra Valeri Manera e Stefano Vicario

## Il filtro d'amore
- Diretto da: Francesco Vicario
- Scritto da: Alessandra Valeri Manera e Stefano Vicario

## A lingua sciolta
- Diretto da: Francesco Vicario
- Scritto da: Alessandra Valeri Manera e Stefano Vicario

## Giulia chiede aiuto
- Diretto da: Francesco Vicario
- Scritto da: Alessandra Valeri Manera e Stefano Vicario

## Problemi di linea
- Diretto da: Francesco Vicario
- Scritto da: Alessandra Valeri Manera e Stefano Vicario

## Buon viso a cattiva sorte
- Diretto da: Francesco Vicario
- Scritto da: Alessandra Valeri Manera e Stefano Vicario

## Pace fatta
- Diretto da: Francesco Vicario
- Scritto da: Alessandra Valeri Manera e Stefano Vicario

## Sogno e realtà
- Diretto da: Francesco Vicario
- Scritto da: Alessandra Valeri Manera e Stefano Vicario

## Una ragazza ideale
- Diretto da: Francesco Vicario
- Scritto da: Alessandra Valeri Manera e Stefano Vicario

## Guai d'amore
- Diretto da: Francesco Vicario
- Scritto da: Alessandra Valeri Manera e Stefano Vicario

## Viva l'indipendenza!
- Diretto da: Francesco Vicario
- Scritto da: Alessandra Valeri Manera e Stefano Vicario

## Va bene così?
- Diretto da: Francesco Vicario
- Scritto da: Alessandra Valeri Manera e Stefano Vicario

## Nero è bello
- Diretto da: Francesco Vicario
- Scritto da: Alessandra Valeri Manera e Stefano Vicario

## Vacanze ideali
- Diretto da: Francesco Vicario
- Scritto da: Alessandra Valeri Manera e Stefano Vicario

## Medico sì medico no
- Diretto da: Francesco Vicario
- Scritto da: Alessandra Valeri Manera e Stefano Vicario

## Michele all'arrembaggio
- Diretto da: Francesco Vicario
- Scritto da: Alessandra Valeri Manera e Stefano Vicario

## Quante domande
- Diretto da: Francesco Vicario
- Scritto da: Alessandra Valeri Manera e Stefano Vicario

## Dov'è finito Michele?
- Diretto da: Francesco Vicario
- Scritto da: Alessandra Valeri Manera e Stefano Vicario

## È festa per tutti
- Diretto da: Francesco Vicario
- Scritto da: Alessandra Valeri Manera e Stefano Vicario